# (21062) Iasky
(21062) Iasky est un astéroïde de la ceinture principale.

## Description
(21062) Iasky est un astéroïde de la ceinture principale. Il fut découvert le 13 mai 1991 à l'Observatoire Palomar par Carolyn S. Shoemaker et Eugene M. Shoemaker. Il présente une orbite caractérisée par un demi-grand axe de 3,04 UA, une excentricité de 0,03 et une inclinaison de 23,6° par rapport à l'écliptique.

## Compléments